# 麥基諾 (伊利諾伊州)
麥基諾（英語：Mackinaw）是位於美國伊利諾伊州塔茲韋爾縣的一個村落。

## 地理
麥基諾的座標為40°32′02″N 89°21′31″W / 40.53389°N 89.35861°W，而該地最高點為海拔高度208米（即682英尺）。

## 人口
根據2010年美國人口普查的數據，麥基諾的面積為3.56平方千米，當中陸地面積為3.48平方千米，而水域面積為0.08平方千米。當地共有人口1950人，而人口密度為每平方千米547人。